# 25 Pułk Piechoty Honwedu
25 Pułk Piechoty Honwedu (HonvIR 25, HIR.25) – pułk piechoty królewsko-węgierskiej Obrony Krajowej.  
Pułk został utworzony w 1886 roku. Okręg uzupełnień – Zagrzeb (węg. Zágráb, niem. Agram) i Csíkszereda oraz Varaždin.
Kolory pułkowe: szary (niem. schiefergrau), guziki złote. Skład narodowościowy w 1914 roku 61% – Węgrzy, 27% – Rumunii. 
Komenda pułku oraz I i III bataliony stacjonowały w Zagrzebiu, natomiast II batalion w Varaždinie.
W 1914 roku wszystkie bataliony walczyły na froncie bałkańskim. Bataliony wchodziły w skład 83 Brygady Piechoty Honwedu należącej do 42 Dywizji Piechoty Honwedu, a ta z kolei do XIII Korpusu 5 Armii.

## Dowódcy pułku
- płk Anton Matasic (1914[3])